# Joseph Yegba Maya
Joseph Yegba Maya (Otélé, 8 aprile 1944) è un ex calciatore camerunese, di ruolo attaccante.

## Carriera

### Club
Ha militato tutta la carriera in club francesi. Ha realizzato 124 gol in 238 partite nel massimo campionato francese, posizionandosi al 39º posto della classifica all-time di tale competizione.

### Nazionale
Ha militato nella Nazionale camerunese, prendendo parte anche alla Coppa delle nazioni africane 1972, con cui è giunto al terzo posto.

## Palmarès

### Club

#### Competizioni nazionali
- Coppa di Francia: 1

Olympique Marsiglia: 1969-1970